# Tarboro
Tarboro é uma cidade  localizada no estado norte-americano de Carolina do Norte, no Condado de Edgecombe.

## Demografia
Segundo o censo norte-americano de 2000, a sua população era de 11 138 habitantes.
Em 2006, foi estimada uma população de 10 564, um decréscimo de 574 (-5.2%).

## Geografia
De acordo com o United States Census Bureau tem uma área de 25,3 km², dos quais 25,2 km² cobertos por terra e 0,1 km² cobertos por água. Tarboro localiza-se a aproximadamente 22 m acima do nível do mar.

## Localidades na vizinhança
O diagrama seguinte representa as localidades num raio de 16 km ao redor de Tarboro.